# Dorje Tseten
Dorje Tseten Chinees: 多杰才旦 (Oktober 1926 - 6 Juli 2013) is een Tibetaans-Chinees politicus en historicus.

## Loopbaan
In 1948 was Tseten student aan de Universiteit van Peking en kreeg hij de leiding over enkele centrale functies met betrekking tot Tibetaanse zaken. Later vervolgde hij zijn carrière als voorzitter van de Tibetaanse Academie van Sociale Wetenschappen in Lhasa.
Van 1983 tot 1985 werd hij voorzitter van het parlement van de Tibetaanse Autonome Regio.
Van 1986 tot 2000 was hij directeur-generaal van het China Tibetology Research Center, dat zich voornamelijk bezighoudt met onderzoek naar de moderne geschiedenis van Tibet.